# Градска општина Севојно
Градска општина Севојно је једна од две градске општине града Ужица у Златиборском управном округу. Седиште и једино насеље градске општине је Севојно. Простире се на површини од 20 , а према последњем попису из 2022. имала је 6.426 становника. Конститутивна седница скупштине градске општине одржана је 23. априла 2014. године.

## Демографија
|             | \| Демографија[1] \| Демографија[1] \| Демографија[1] \| \| Година \| Становника \| Становника \| \| -------------- \| -------------- \| -------------- \| \| 1948. \| 1.847 \| \| \| 1953. \| 3.143 \| \| \| 1961. \| 3.873 \| \| \| 1971. \| 3.853 \| \| \| 1981. \| 4.655 \| \| \| 1991. \| 6.501 \| \| \| 2002. \| 7.445 \| \| \| 2011. \| 7.101 \| \| \| 2022. \| 6.426 \| \| |            |
| Демографија | |            |
| Година      | Становника | Становника |
| 1948.       | 1.847 |            |
| 1953.       | 3.143 |            |
| 1961.       | 3.873 |            |
| 1971.       | 3.853 |            |
| 1981.       | 4.655 |            |
| 1991.       | 6.501 |            |
| 2002.       | 7.445 |            |
| 2011.       | 7.101 |            |
| 2022.       | 6.426 |            |

Градска општина Севојно је према последњем попису из 2022. године имала 6.426 становника што је за 675 мање (-9,51%) у односу на претходни попис 2011. на коме је био 7.101 становник.
Према попису из 2022. већина становништва се изјаснила као Срби који су чинили 96,23% укупног становништва.
| Етнички састав према попису из 2022.‍ | Етнички састав према попису из 2022.‍ | Етнички састав према попису из 2022.‍ | Етнички састав према попису из 2022.‍ | Етнички састав према попису из 2022.‍ |
| ------------------------------------ | ------------------------------------ | ------------------------------------ | ------------------------------------ | ------------------------------------ |
|                                      |                                      |                                      |                                      |                                      |
| Срби                                 | Срби                                 |                                      | 6.184                                | 96,23%                               |
| Југословени                          | Југословени                          |                                      | 8                                    | 0,12%                                |
| Роми                                 | Роми                                 |                                      | 6                                    | 0,09%                                |
| Руси                                 | Руси                                 |                                      | 3                                    | 0,05%                                |
| Црногорци                            | Црногорци                            |                                      | 3                                    | 0,05%                                |
| Остали                               | Остали                               |                                      | 12                                   | 0,19%                                |
| Неизјашњени                          | Неизјашњени                          |                                      | 32                                   | 0,50%                                |
| Непознато                            | Непознато                            |                                      | 178                                  | 2,77%                                |